# بلدة شيريدان (مقاطعة كالهون)
شيريدان، مقاطعة كالهون (بالإنجليزية: Sheridan Township, Calhoun County, Michigan)‏ هي بلدة تقع بولاية ميشيغان في الولايات المتحدة. تبلغ مساحتها 82.4 (كم²)، وترتفع عن سطح البحر 285 م، بلغ عدد سكانها 2116 نسمة في عام تعداد الولايات المتحدة 2000 حسب إحصاء مكتب تعداد الولايات المتحدة وتصل الكثافة السكانية فيها 26 نسمة/كم2.

## وصلات خارجية
- The US50 - Cities and Towns in Michigan State
- Michigan Cities and Towns, Facts, Map, Flag, Colleges, Government, and More